# Bortriklorid
Bortriklorid är en kemisk förening med formeln BCl3. Det är en färglös gas som i luft reagerar med vattenånga och bildar saltsyra.
{\displaystyle {\rm {2\ BCl_{3}+3\ H_{2}O\rightarrow 6\ HCl+B_{2}O_{3}}}}
Ämnet är mycket reaktivt. För att minska riskerna hanteras det oftast bundet till dimetylsulfid (S(CH3)2).
{\displaystyle {\rm {S(CH_{3})_{2}BCl_{3}\ {\overrightarrow {\leftarrow }}\ S(CH_{3})_{2}+BCl_{3}}}}
Till skillnad från många andra trihalogenider bildar bortriklorid inga dimerer.

## Framställning
Rent bor reagerar med halogener och bildar motsvarande halid. Industriell framställning sker dock oftast genom att låta boroxid reagera med klorgas och kol vid en temperatur av 500 °C.
{\displaystyle {\rm {B_{2}O_{3}+3\ C+3\ Cl_{2}\rightarrow 2\ BCl_{3}+3\ CO}}}

## Användning
Bortriklorid är ett mellansteg vid framställning av kemiskt ren bor för dopning av halvledare. Den används också för rening av andra metaller genom att bortföra nitrider, karbider och oxider från smältan. Vid tillverkning av elektriska motstånd används den för att få ett jämnt och hållbart lager kolfilm att fästa på keramik.